# Джон Гайнс
Джон Гайнс (англ. John Hynes; нар. 10 лютого 1975) — американський професійний хокейний тренер і колишній гравець. Він є головним тренером команди «Міннесота Вайлд» Національної хокейної ліги (НХЛ). Раніше був головним тренером «Нью-Джерсі Девілс».

## Життєпис

### Кар'єра гравця
Випускник Бостонського університету 1997 року, Гайнс отримав ступінь бакалавра здоров'я та фізичного виховання. Він три роки грав у клубі «Terriers» як форвард, і брав участь у чотирьох турнірах NCAA Frozen Four поспіль. У 1995 році хокейна команда Бостонського університету виграла Національний чемпіонат в Дивізіоні NCAA. Це сталося практично на очах у земляків Гайнса, в місті Провіденс, штат Род-Айленд. 

### Тренерська робота
2 червня 2015 року Гайнс був призначений новим головним тренером команди «Нью-Джерсі Девілс» Національної хокейної ліги (НХЛ), замінивши Скотта Стівенса та Адама Оутса. Він став наймолодшим головним тренером в НХЛ сезону 2015-16 років. 5 квітня 2018 року Гайнс вивів «дияволів» до плей-оф з сезону 2011-12, коли вони перемогли «Торонто Мейпл-Ліфс», однак у першому раунді вони поступилися «Тампа-Бей Лайтнінг» у п'яти матчах. 3 січня 2019 року Гайнс підписав продовження контракту з «Девілс». 3 грудня 2019 року Гайнс був звільнений «дияволами» і замінений асистентом тренера Аленом Насреддіном.
7 січня 2020 року Гайнса було призначено новим головним тренером «Нашвілл Предаторс», замінивши Пітера Лавіолетта.